# 中華基督教會基道中學
中華基督教會基道中學（英語：CCC Kei To Secondary School），為香港九龍城區一所津貼中學，於1967年以中華基督教會公理書院之名在港島大坑創立，2003年遷入現址及改為現名。

## 歷史
此校早於1961年中開始籌辦，原擬命名為中華基督教會基理英文中學。同年9月，由於同系公理堂決定放棄自辦中學，遂將20萬元籌辦費用捐出，此校亦首次更名為「公理英文書院」。
由於政府更改舊校舍選址及施工困難，舊校舍於1967年才建成。同年，此校正式以私立中學形式開辦，並兼辦中一預備班、專業證書、副學位課程，以及美、加教會大學的銜接課程。
1972年，此校先轉為按額資助中學，再逐步於十年內轉為津貼中學。
由於此校不符合繼續以英語授課的標準，需於1998年按「母語教學」政策改以中文授課；及後，校名內「英文」二字亦自翌年起刪去，免生混淆。
因原有校舍空間不足，此校於2001年申請競投新校舍，並獲教育署特別分配現址、原訂作高中學校的新建校舍；而原址則改作新辦直資高中學校。
隨著現存校舍於兩年後建成，此校隨即遷入及再改為現名，以免與原址新辦的「公理高中書院」混淆。同時，此校亦與同系灣仔堂基道小學（九龍城）結為「一條龍學校」。

## 歷任行政人員

### 校監[8]
- 1967年-1973年：潘頓 牧師[9][10]
- 約1970年代-1982年：汪彼得 牧師（任內逝世）
- 1992年-2003年：余英嶽 牧師[11]
- 2003年至2005年：陸輝 牧師
- 2005年至2011年：袁海星 博士
- 2011年至2014年：許俊炎 先生
- 2014年起：袁海星 博士

### 校長
- 1967年-1970年：白宇登 牧師[12]
- 1970年-1971年：丁國棟 牧師
- 1971年-1977年：楊寶坤 先生，JP[9][註 3]
- 1977年-1992年：蘇義有 先生
- 1992年-1997年：黃偉賢 先生[13]
- 1997年-2000年：黎秀美 女士[14]
- 2000年-2005年：周耀堅 牧師
- 2005年-2016年：鄧陳慧筠 女士
- 2016年-2024年：陳美儀 女士
- 2024年起：翁港成 先生

## 校舍

### 土瓜灣現存校舍
現存校舍為一座後期型中學千禧校舍，佔地6,857平方米，設有30間課室及各種特別室，並與毗鄰的保良局顏寶鈴書院共用一個足球場、停車場及變電站。
兩座校舍皆由安保工程承建，於2001年11月動工，2003年竣工遷入。

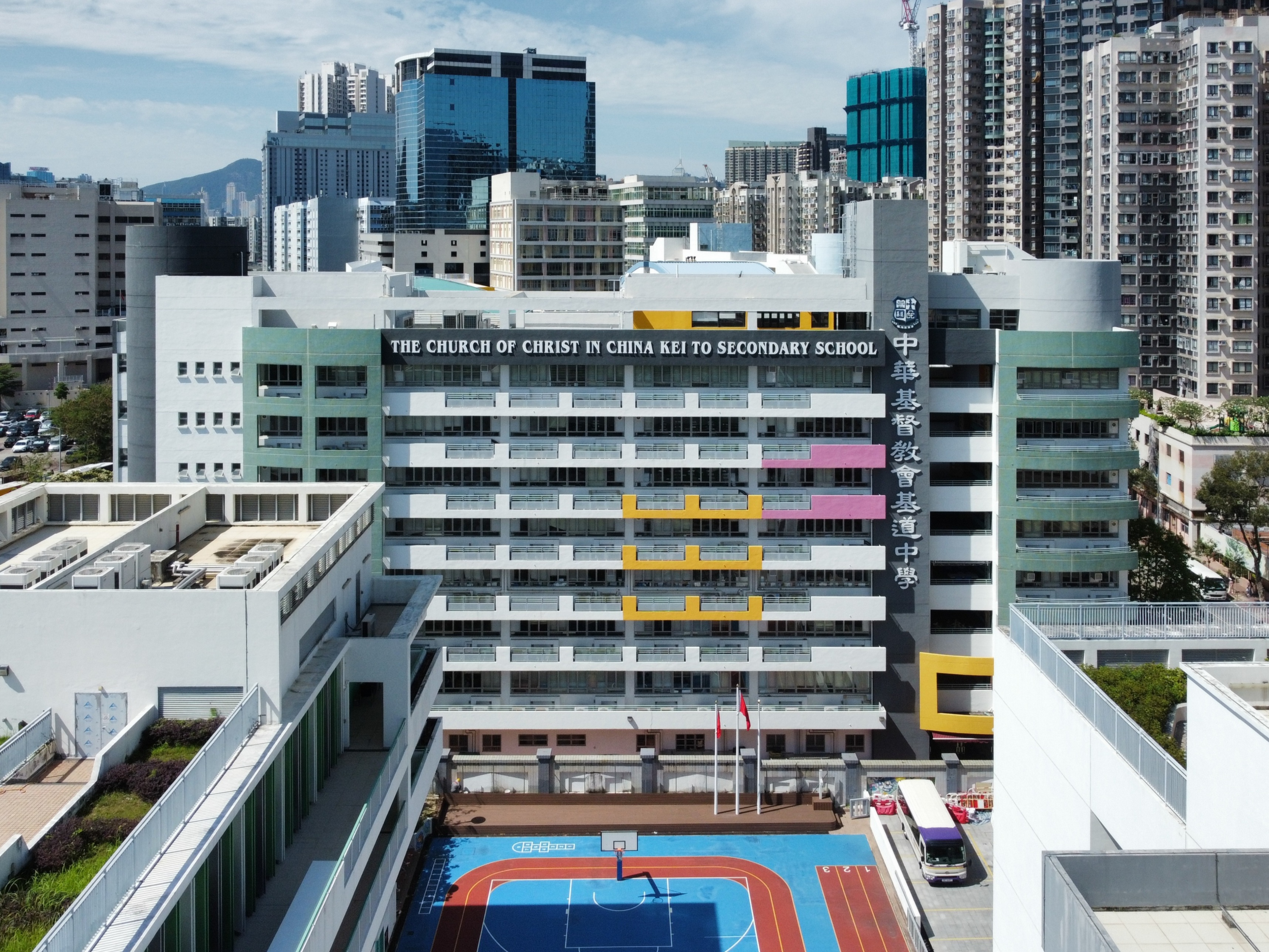
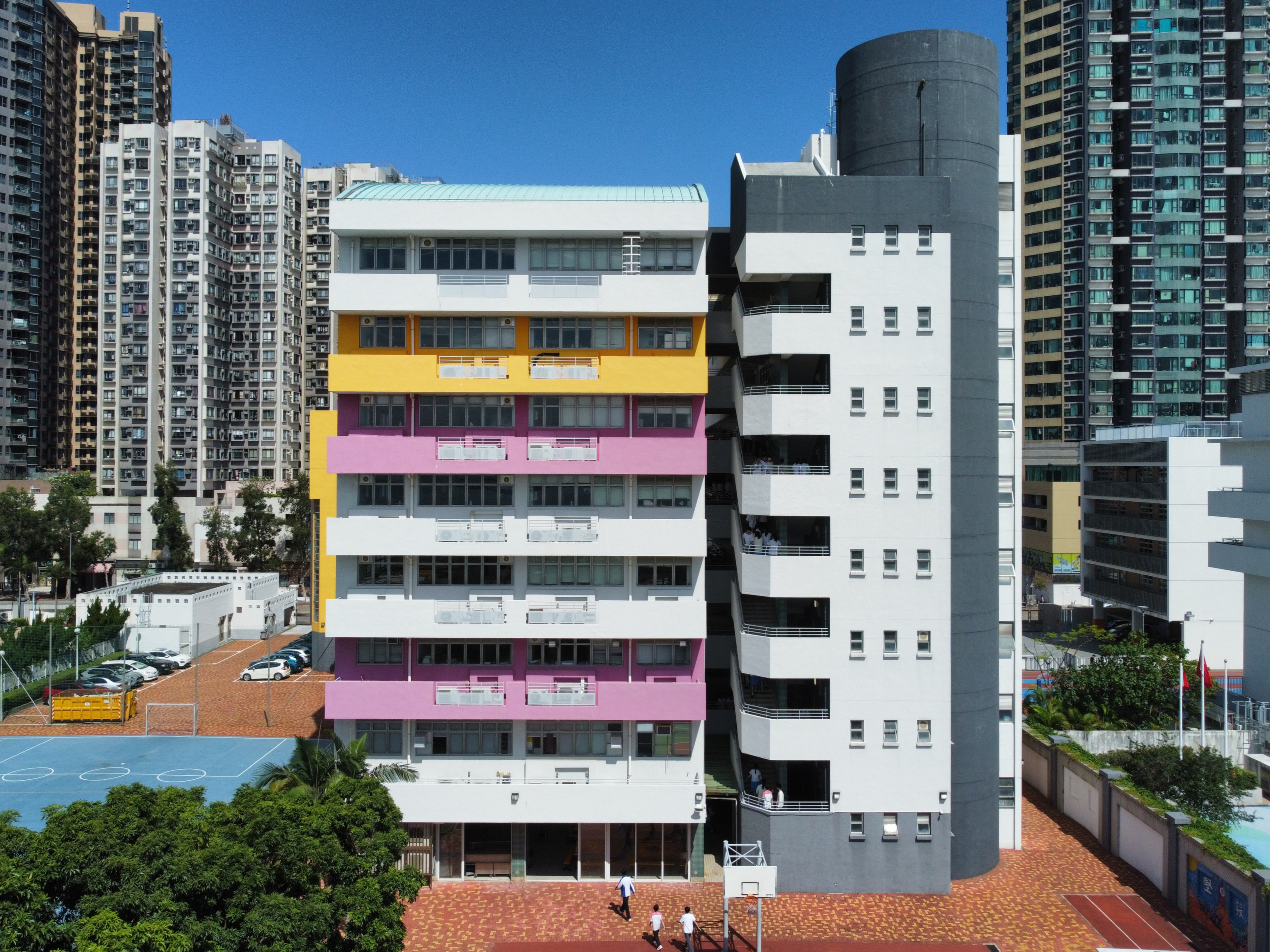

### 大坑舊校舍
舊校舍位於大坑徑17號，佔地5,000平方米，設29間課室及各種特別室。
隨著此校於2003年遷入現址，原址隨即按照與政府商定的特別安排，改為開辦同系「公理高中書院」，並沿用該校舍至今。

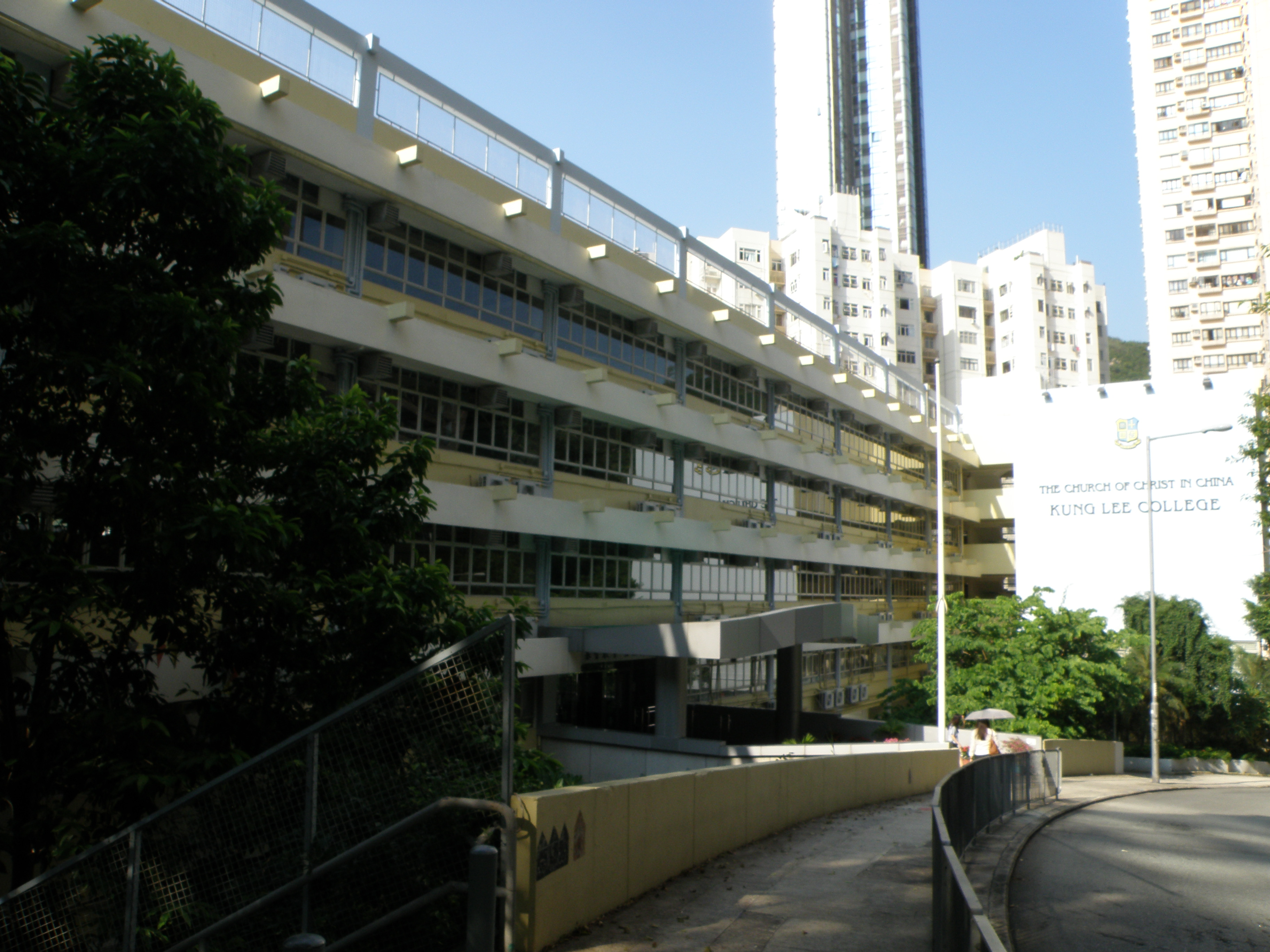

## 事件
- 1970年12月11日，此校被賊人潛入爆竊，一個載有5,000元現金及支票的夾萬，以及校務處內一隻價值600元的戒指被偷走[17]。
- 2015年9月23日，此校一名中一男生因未能適應中學生活，於土瓜灣港圖灣寓所跳樓自殺身亡。事後，校方向所有學生告知此事，並提供緊急輔導[18]。

## 校友
前教師姚偉梅現為香港教育大學社會科學系教授。畢業校友有無綫電視藝員冼灝英（1976年舊校中五畢業），香港形象設計師張學潤（1978年舊校中三肄業），新城電台節目主持潘紹聰等。

## 註解
1. ↑  雖然官方以2003年為創校年份，但此校早於1967年已經以「公理書院」名義開辦，故以後者為準。
2. 1 2  2024-25學年數字
3. ↑  後調至同系銘賢書院及英華書院。

## 外部連結
- 中華基督教會基道中學官方網頁
- 舊校舍官方網頁（存檔）